# Кориандр
Кориа́ндр посевно́й, или кориа́ндр овощно́й (лат. Coriándrum sátivum) — однолетнее травянистое растение рода Кориандр (Coriandrum) семейства Зонтичные (Apiaceae).
В России и странах бывшего СССР листья кориандра также известны как кинза́ . Кориандр используется как пряность в кулинарии и для придания приятного аромата в парфюмерии, косметике, мыловарении. Растение является хорошим медоносом.

## Этимология
Название «кориандр» происходит от лат. coriandrum, заимствованного из др.-греч. κορίανδρον, κορίαννον. В микенском греческом известна форма /ko-ri-ja-do-no/ [koriadno], идентичная мифологеме Κορίαδνη, koriadnê. Народная этимология производит слово от др.-греч. κόρις, что означает «клоп», поскольку в незрелом состоянии растение издаёт резкий запах клопа. Тем не менее, к концу сушки дециловый альдегид (его содержание составляет до 60—80 % в эфирном масле зелёных частей растения), который даёт этот запах, почти полностью выветривается и к моменту созревания плоды содержат лишь его остатки. Однако существует и омонимичное др.-греч. κόρις со значением «зверобой».
Зелень кориандра часто называют «кинзо́й» из груз. ქინძი (kindzi), этимологию которого, в свою очередь, связывают с арм. Գինձ (gindz) «круглый». На Северном Кавказе в арго пчеловодов растение называется «коляндрой» (заимствование из новогреческого), в Белоруссии «каляндра» — это и зелень, и измельчённые плоды. Последнее восходит через пол. kolandra к метатезированным формам типа ср.-греч. κολίανδρο, κολίαντρο, kolianðro, koliandro, греч. κολίανδρο, kolianðro, исп. cilantro и порт. coentro. Другие народные названия растения — кишнец посевной из перс. گشنز‎ (gešniz); шлёндра, чилантро, хамем из арм. համեմ (hamem); кишниши, кашнич из тур. kişniş. Арабское название кориандра — араб. كزبرة‎ (kuzbara), еврейское — ивр. גד‎ (gad), или (כוסברה‎ (kusbara) (последнее заимствование из арабского), корё-сарам— «상차 санча» — от китайского 香菜 xiāngcái (на хангукском и чосонском звучит как 고수 косу), др.-инд. dhāneyam, хинди, непали dhaniyā и тому подобные.
Некоторые растения из других родов и даже семейств обладают сходными вкусовыми качествами. По этой причине кулинары их тоже называют кориандрами, хотя они имеют другие ботанические названия. Например, так называемый мексиканский кориандр, или длинный кориандр — это Eryngium foetidum, а вьетнамский кориандр — Polygonum odoratum.

## Происхождение и распространение
Возможная родина — Восточное Средиземноморье.
В Центральную и Западную Европу кориандр попал от римлян. В Великобритании он появился после римского завоевания (I век н. э.) и культивировался в течение долгого времени в юго-восточных графствах, где и до сих пор распространён как сорняк. В эпоху географических открытий (XV—XVII века) кориандр из Европы был завезён в Америку, Австралию и Новую Зеландию.
В России упоминание о кориандре как об огородном растении встречается в литературных источниках начиная с XVIII века. В 1784 году о нём писал русский агроном А. Т. Болотов. Старорусское название «кишнец» свидетельствует о том, что кориандр попал в Россию с Востока, по-видимому, из иранских или тюркских языков, где кориандр обозначается словами gešniz (фарси) и kişniş (турецкий).
Начало массовых посевов кориандра в России относят к 1830-м годам. Кориандр наравне с анисом впервые ввёл в культуру в России в 1830 году граф П. И. Апраксин, который вывез семена этих культур из Испании и раздал их крестьянам села Красного Воронежской губернии (ныне Белгородской области) для посева. Известно, что в 1860 году учёный управитель имений Апраксина Н. Д. Хлебощин писал: «Всегдашняя соседница аниса есть сорная трава коляндра» — и рекомендовал пропалывать анис от кориандра как можно чаще.
Широко культивируется в странах СНГ: в Украине, в Центрально-Чернозёмном районе и юго-восточных областях европейской части России, на Северном Кавказе. Овощеводы выращивают кориандр на широте Москвы и даже в центральных районах Якутии. Кориандр является одичавшим заносным растением в Крыму, Средней Азии, на Кавказе и юге европейской части России.

## Ботаническое описание

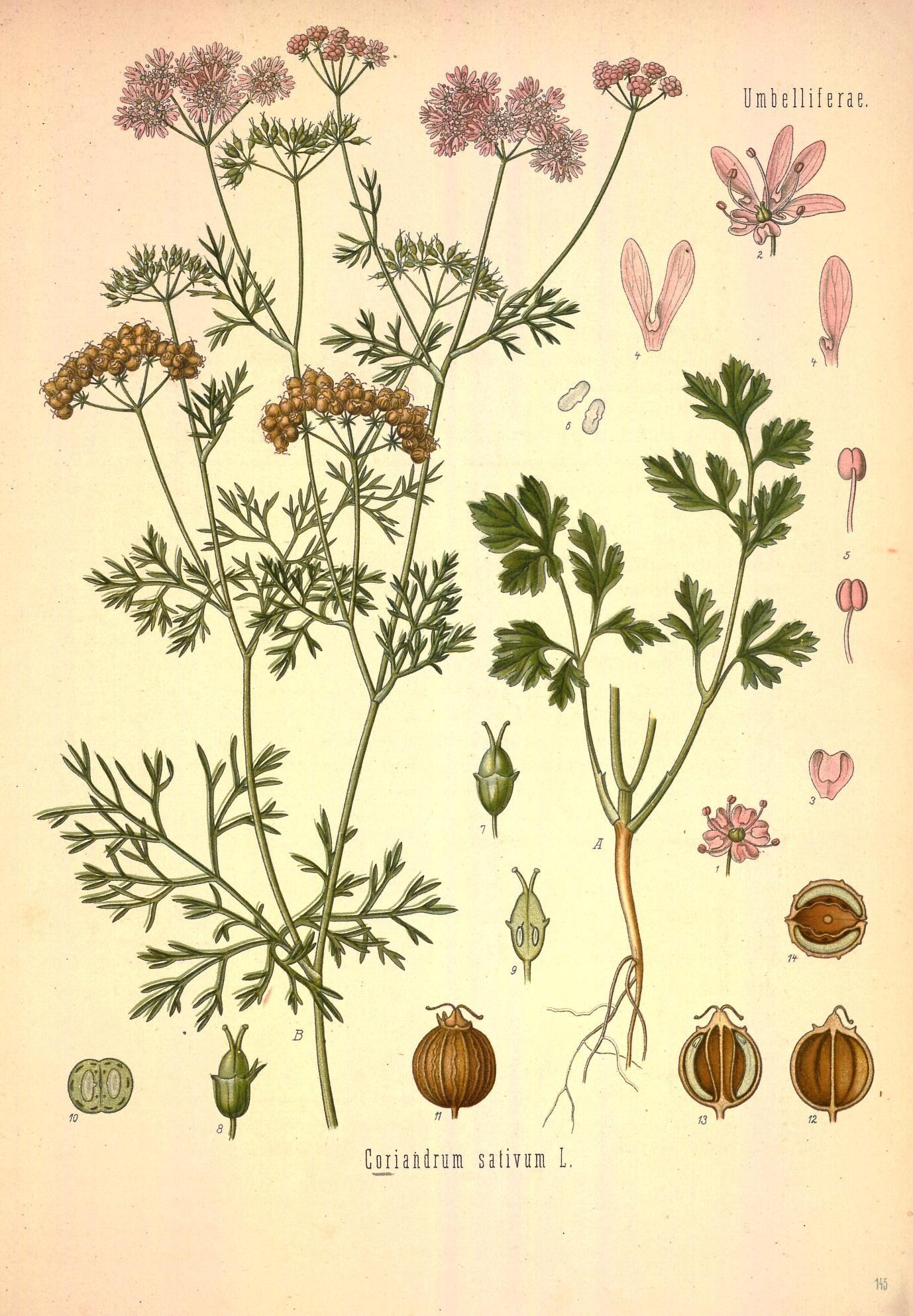
.

Травянистое однолетнее растение с веретеновидным корнем.
Стебель у кориандра прямостоячий, голый, высотой до 40—70 см, разветвлённый в верхней части.
Прикорневые листья широколопастные, трёхраздельные крупно рассечённые, с широкими дольками и длинными черешками, по краю надрезанно-пильчатые; нижние стеблевые — короткочерешковые, дважды перисто-раздельные, средние и верхние — сидячие, влагалищные — перисто-рассечённые с линейными дольками.
Цветки мелкие, белые или розовые, расположены сложными зонтиками на концах цветоносов, образуя 3—5 лучей. Краевые цветки длиной 3—4 мм.
Формула цветка: {\displaystyle \ast K_{5}\;C_{5}\;A_{5}\;G_{({\overline {2}})}}
Плод — яйцевидно-шаровидный нераспадающийся вислоплодник, твёрдый с 10 извилистыми и 12 прямыми рёбрышками.
Цветёт в июне—июле, плоды созревают на юге в июле, в более северных районах — в августе—сентябре.

## Растительное сырьё

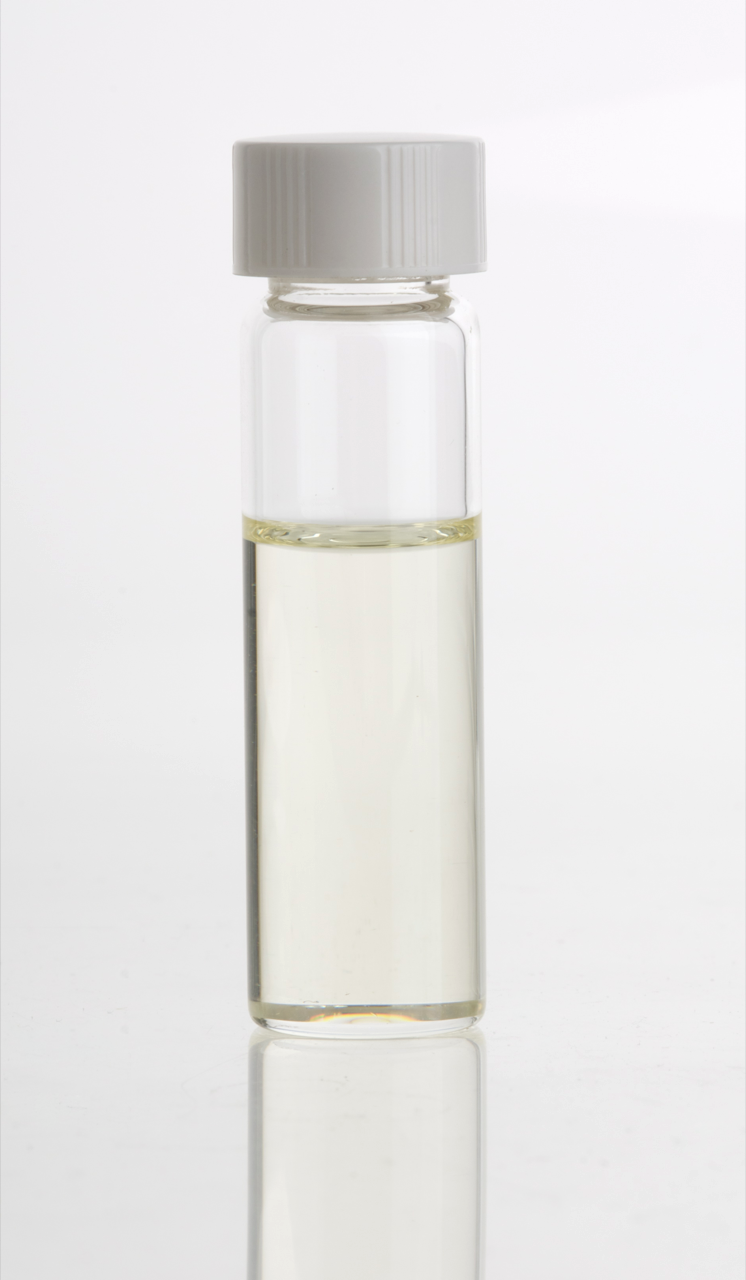
Эфирное масло кориандра

### Химический состав
Плоды в зависимости от сорта и происхождения содержат 0,2—1,6 % эфирного масла, 16—28 % жирного масла, небольшое количество алкалоидов, пектин, крахмал, белковые вещества (11—17 %), стероидное соединение кориандрол, стерины, аскорбиновую кислоту, дубильные вещества, органические кислоты, сахара (фруктозу, глюкозу, сахарозу), рутин и другие полифенолы. В листьях содержатся аскорбиновая кислота (до 0,14 %), каротин (0,010 %), рутин (до 0,145 %). Неприятный запах неспелых плодов обусловлен альдегидом транс-трицеденолом-2.
Главные компоненты эфирного масла — линалоол (60—80 %) и гераниол (до 5 %), их содержание зависит от условий выращивания, сорта, стадии вегетации растения. Имеются данные о том, что при культивировании кориандра в Западной Сибири выход эфирного масла из зелёных плодов растений достигает 3,24 % (линалоола 36,6 %). По мере созревания плодов количество эфирного масла уменьшается, но увеличивается содержание линалоола.
Эфирное масло из зрелых плодов — бесцветная жидкость с очень резким кориандровым запахом и горьким вкусом, при сильном разведении или в микродозах приобретающая приятный и нежный запах и вкус.
Вторым технически ценным продуктом, получаемым из плодов кориандра, является жирное масло. Плоды кориандра содержат 18—20 % жирного масла, состоящего из олеиновой (28,5 %), изоолеиновой (52 %), линолевой (13,9 %), пальмитиновой (3,5 %), стеариновой (1,5 %) и миристиновой (0,6 %) жирных кислот.

### Фармакологические свойства
Препараты из плодов кориандра используются как возбуждающее аппетит, улучшающее пищеварение, желчегонное средство при заболеваниях печени и жёлчного пузыря, при метеоризме, как отхаркивающее, противогеморройное, ранозаживляющее, как улучшающее запах и вкус лекарств. Плоды кориандра входят наряду с цветками бессмертника, листьями трилистника и мяты в состав желчегонного чая, а также слабительного и противогеморройного сборов.

## Значение и применение

Соцветие кориандра

Для медицинских целей и для кулинарии широко использовалось в Древнем Египте и имело большое ритуальное значение в погребальных обрядах и жертвоприношениях, о чём свидетельствуют изображения, находимые археологами. Применялось в медицине Древнего Египта. В Китае известно с IV века.
Из плодов получают эфирное масло, которое используют для синтеза линалилацетата, цитраля и других душистых веществ, применяемых в парфюмерии и косметике для придания парфюмерным изделиям запаха ландыша, фиалки, розы, бергамота, лилии, лимона и других. Эфирное масло используют в технике, мыловарении и в текстильной промышленности. После отгонки эфирного масла экстрагируют жирное масло, применяемое в мыловаренной промышленности и производстве олеиновой кислоты.
Кориандр — ценное противоцинготное средство. Отходы кориандра в виде шрота, получаемого после отгонки эфирного масла из плодов и отделения жирного масла, являются ценным кормовым продуктом для скота, свиней, кроликов и птицы.

### Применение в медицине

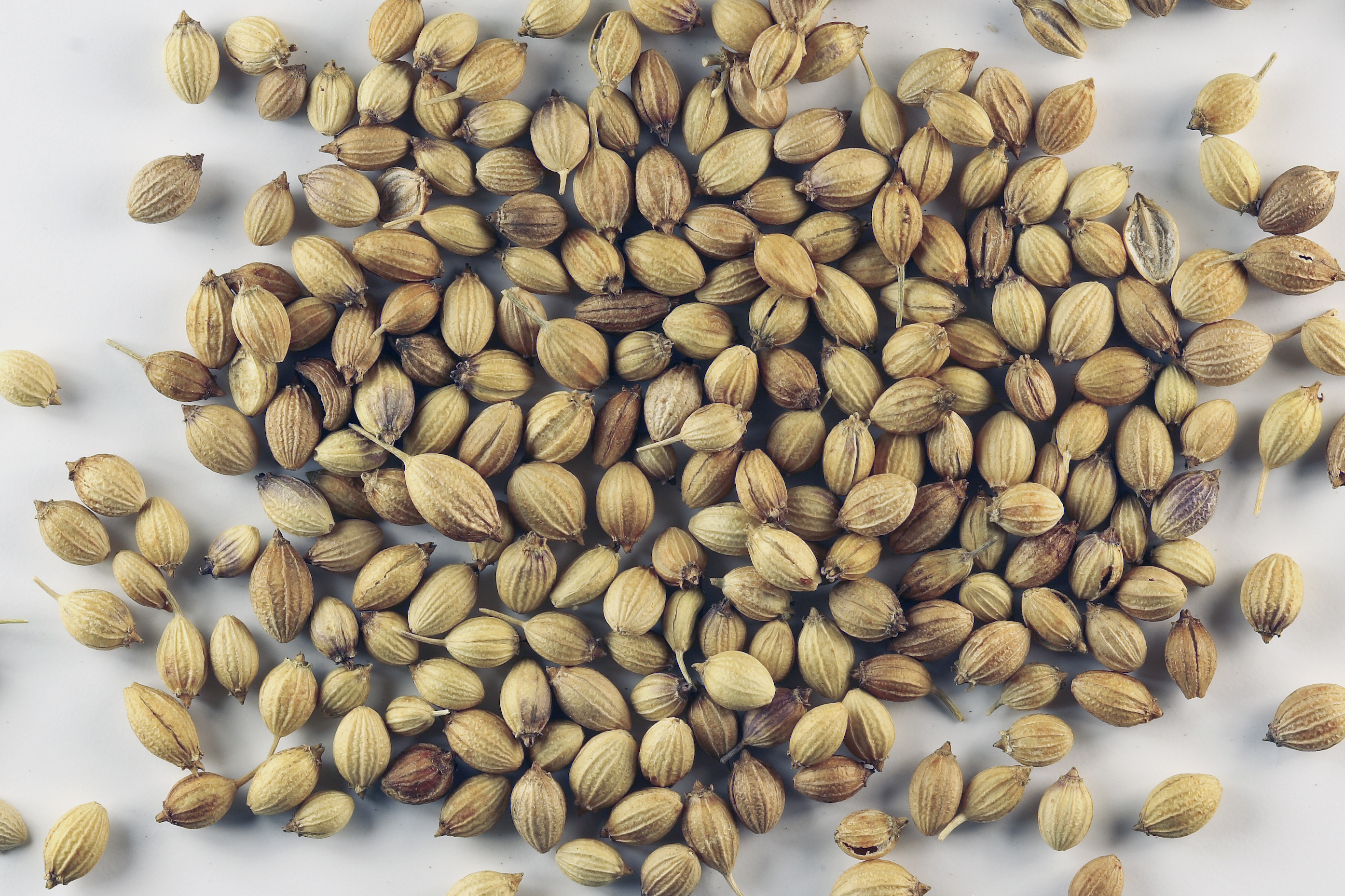
Семена кориандра

В качестве лекарственного сырья используют плод кориандра (лат. Fructus Coriandri), он входит в состав желчегонного и желудочного сборов.
Имеется рекомендация об использовании плодов кориандра как антисептического и болеутоляющего средства при гастритах, язвенной болезни желудка и двенадцатиперстной кишки. Линалоол, выделенный из эфирного масла, входит в состав антибактериальных капель, используемых при катарах верхних дыхательных путей, антибактериальных конфет. Эфирное масло кориандра является исходным сырьём для синтеза альдегида цитраля, применяемого в глазной практике при кератитах, конъюнктивитах, глаукоме, а также для лечения трещин сосков молочных желёз у кормящих матерей.
В народной медицине плоды кориандра применяли при заболеваниях желудочно-кишечного тракта и как противоглистное, их настой использовали для улучшения аппетита, как болеутоляющее, противопростудное средство. Плоды кориандра в порошке или настое применяли как ветрогонное.

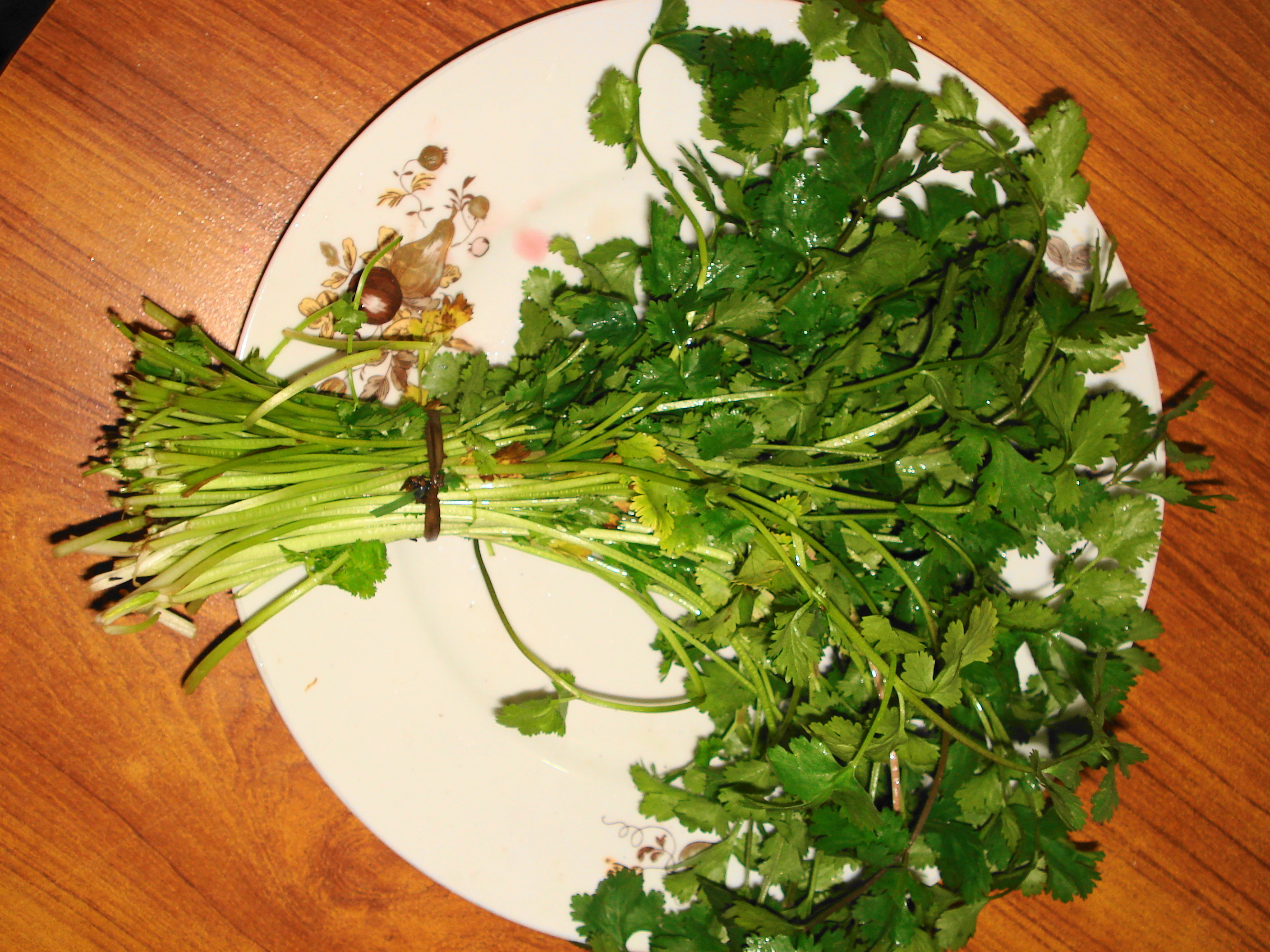
Кинза — зелень кориандра

### Применение в кулинарии
Семена кориандра находят широкое применение как пряность для ароматизации и витаминизации колбас, сыра, мясных и рыбных консервов, маринадов (прежде всего, для мяса, а также солений и ликёров), добавляются при выпечке бородинского хлеба, кондитерских и кулинарных изделий, а также при изготовлении некоторых сортов пива и ликёров (в Германии). Плоды можно использовать при солении мяса, особенно свинины.
В пищу также употребляют листья молодых растений кориандра столовых сортов в фазах розетки и начала стрелкования. Листья имеют сильный пряный запах (чем отличаются, к примеру, от петрушки), их используют в салатах, а также как приправу к супам и мясным блюдам. В отличие от зёрен кориандра, имеющих крайне широкое распространение в кухнях мира, кинза особенно популярна в кавказской, а также в паназиатской кухне, особенно китайской (одно из её названий — китайская петрушка). Широко используется также и в мексиканской кухне.

## Значение в пчеловодстве
Ценный ранний медонос. Взяток мёда с озимых посевов кориандра, цветение которых обычно приходит в период хороших осадков и совпадает с устойчивой тёплой погодой, составляет 700—1200 г в день на пчелиную семью. Например, в 1957 году в некоторых колхозах Ставропольского края и Северной Осетии пчелиные семьи хорошо подготовились к медосбору подсолнечника за счёт раннего взятка с кориандра, в результате чего собрали мёда по 30—35 кг в среднем от семьи пчёл. Медосбор на пасеках, не имевших раннего взятка, составил 10—12 кг в среднем на семью. Выделение нектара при жаркой погоде обильное, особенно в первую половину дня. Один цветок может дать 0,5 мг сахара. Нектаропродуктивность 1 га составляет 200—500 кг. В условиях горной зоны Кабардино-Балкарии продуктивность 120—200 кг/га. На юге Нечернозёмной зоны получена продуктивность мёда 310 кг/га.
Пыльники тычинок созревают раньше, чем рыльца плодника, поэтому кориандру необходимо перекрёстное опыление. Пчёлы — основные опылители кориандра. Имеет неприятный «клопиный запах», поэтому посещается множеством мух, которые также опыляют растение. При изоляции цветов кориандра от посещения пчелами завязываемость плодов не превышала 49,4 %, а при посещении пчёлами достигала 68,3 %. При слабой посещаемости пчёлами необходима дрессировка.
Экспериментальные посадки НИИ пчеловодства кориандра сорта Янтарь в условиях юга Нечерноземья показали, что максимальная продуктивность нектара и семян получается при норме высева 3 млн всхожих семян на гектар. Увеличение нормы высева приводит к снижению продуктивности мёда за счет уменьшения числа цветков на 1 м² и содержания нектара в одном цветке. Между высадкой семян 1 и 15 мая ощутимой разницы в продуктивности не обнаружено.
В результате пчелоопыления урожаи семян кориандра вместо обычных в среднем 7—9 ц/га составляют 16—27 ц/га. На 1 га посевов насчитывается до 1,5—1,8 млрд цветков. Для эффективного опыления необходимо размещать 2—3 пчелиные семьи на 1 га посева. Пыльца кориандра фиолетового цвета, мёд с резким привкусом, тёмного цвета. Специфический аромат мёду придают терпеноидные соединения. Кристаллизуется в течение 1—2 месяцев в крупнозернистую или салообразную массу.

## Классификация

### Таксономическое положение
Вид Кориандр посевной входит в род Кориандр (Coriandrum) семейства Зонтичные (Apiaceae) порядка Зонтикоцветные (Apiales).
|  |                                      |  |                                                             |                                                             |                     |  | ещё 8 семейств (согласно Системе APG II) | ещё 8 семейств (согласно Системе APG II) |                       |  |  |  | ещё 1 вид, Coriandrum tordylium |
|  |                                      |  |                                                             |                                                             |                     |  | ещё 8 семейств (согласно Системе APG II) | ещё 8 семейств (согласно Системе APG II) |                       |  |  |  | ещё 1 вид, Coriandrum tordylium |
|  |                                      |  |                                                             | порядок Зонтикоцветные                                      |                     |  |                                          |                                          | род Кориандр          |  |  |  |                                 |
|  |                                      |  |                                                             | порядок Зонтикоцветные                                      |                     |  |                                          |                                          | род Кориандр          |  |  |  |                                 |
|  | отдел Цветковые, или Покрытосеменные |  |                                                             |                                                             | семейство Зонтичные |  |                                          |                                          | вид Кориандр посевной |  |  |  |                                 |
|  | отдел Цветковые, или Покрытосеменные |  |                                                             |                                                             | семейство Зонтичные |  |                                          |                                          |                       |  |  |  |                                 |
|  |                                      |  | ещё 44 порядка цветковых растений (согласно Системе APG II) | ещё 44 порядка цветковых растений (согласно Системе APG II) |                     |  |                                          | ещё более 300 родов                      | ещё более 300 родов   |  |  |  |                                 |
|  |                                      |  |                                                             | ещё 44 порядка цветковых растений (согласно Системе APG II) |                     |  |                                          |                                          | ещё более 300 родов   |  |  |  |                                 |

### Сорта
В Российский Государственный реестр селекционных достижений, допущенных к использованию в 2024 году, включено 15 сортов кориандра.
Наиболее распространён сорт Янтарь. Получены новые сорта кориандра, характеризующиеся высокой эфиро- и жиромасличностью (23—29 %), а также высоким содержанием линалоола в масле (например, сорта Силач, Византийский). 
Допущено к использованию также 43 сорта овощного кориандра.